# Konrad Pöhner
Konrad Pöhner (* 24. Juli 1901 in Bayreuth; † 24. September 1974 ebenda) war ein deutscher Unternehmer, Funktionär und Politiker (CSU). Von 1964 bis 1970 fungierte er in den Kabinetten Goppel I und Goppel II als Finanzminister des Freistaates Bayern.

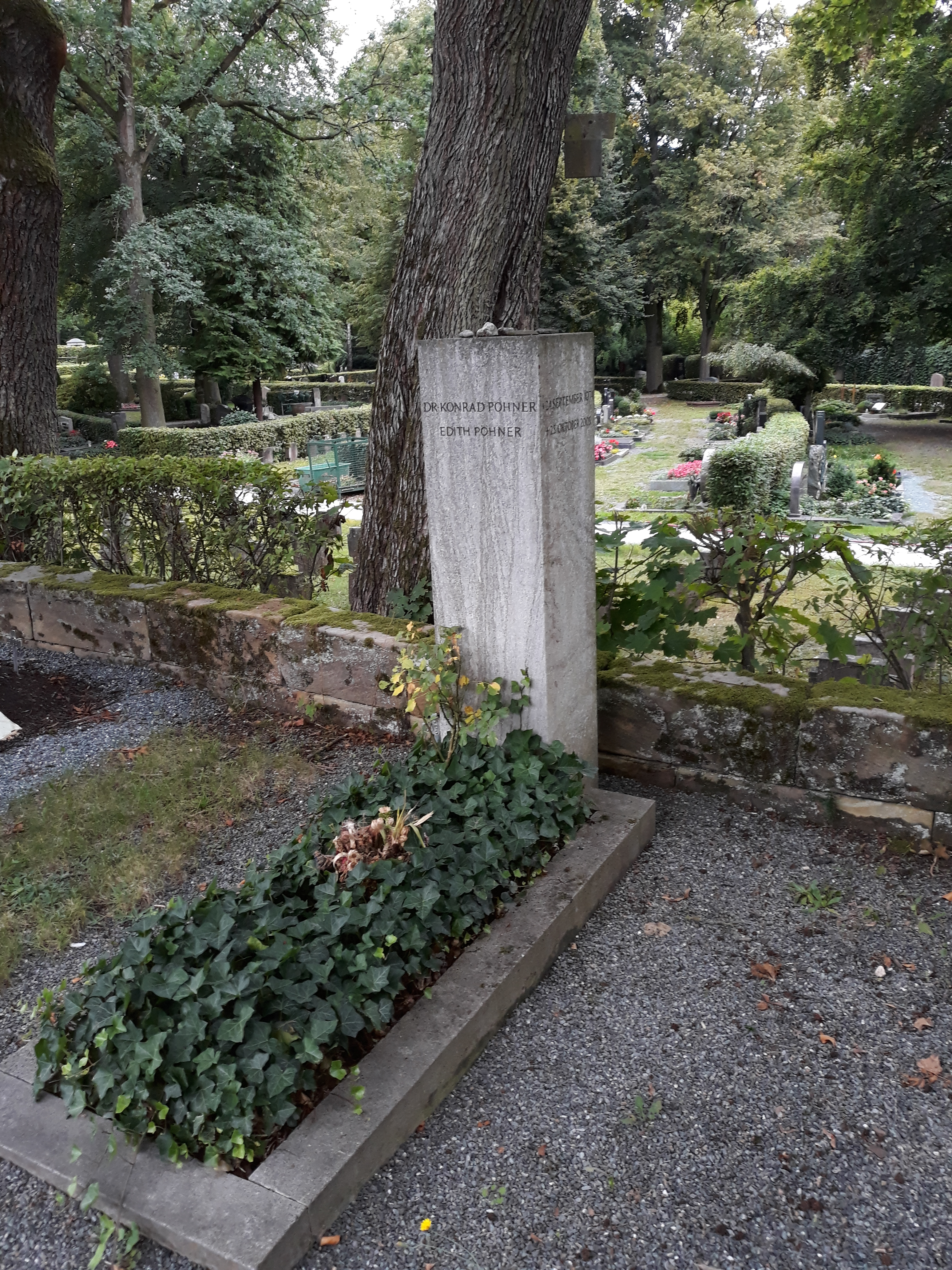
Das Grab von Konrad Pöhner und seiner Ehefrau Edith auf dem Stadtfriedhof Bayreuth

## Leben
Konrad Pöhner stammte aus einer Bayreuther Bauunternehmerfamilie. Er übernahm 1923 von seinem Vater Eberhard Pöhner den bereits vom Großvater gegründeten Betrieb, die Eberhard Pöhner Unternehmen für Hoch- und Tiefbau GmbH, auch als Pöhner Qualitätsbau bekannt. Neben seiner Unternehmertätigkeit fungierte Pöhner als Präsident der Industrie- und Handelskammer für Oberfranken Bayreuth. Von 1958 bis zu seinem Tode war er Mitglied des Bayerischen Landtages. Seit 1962 amtierte er als Staatssekretär im bayerischen Staatsministerium für Unterricht und Kultus. Am 24. Juni 1964 wurde Pöhner als Nachfolger von Rudolf Eberhard Stellvertreter des Ministerpräsidenten und zum bayerischen Finanzminister berufen. In Bayreuth schloss er sich der Freimaurerloge Eleusis zur Verschwiegenheit an.
Von 1947 bis 1958 war Pöhner Mitglied des Bayerischen Senats.

## Auszeichnungen
- 1959: Bayerischer Verdienstorden
- 1968: Großes Verdienstkreuz mit Stern der Bundesrepublik Deutschland
- 1971: Großes Verdienstkreuz mit Stern und Schulterband der Bundesrepublik Deutschland
- Goldener Ehrenring der Stadt Bayreuth

## Sonstiges
Im Jahr 1936 erwarb er das – der Familie seiner jüdischen Schwiegermutter gehörende – Sanatorium Herzoghöhe, um dessen drohende Arisierung zu verhindern. 1956 verkaufte er diese Anlage an die Landesversicherungsanstalt.